# Otton Mieczysław Żukowski
Otton Mieczysław Żukowski (ur. 8 marca 1867 w Bełzie, zm. 31 marca 1942 we Lwowie) – polski kompozytor.

## Życiorys
Wychował się w Czerniowcach i w tym mieście spędził większość życia, od dzieciństwa pobierał lekcje muzyki. Po ukończeniu gimnazjum wyjechał do Lwowa, gdzie studiował. Następnie nauczał języka polskiego w seminariach nauczycielskich w Cieszynie i Czerniowcach. Pochodził z rodziny o tradycjach patriotycznych, po powrocie na Bukowinę zaangażował się w tworzenie szkół z nadobowiązkowym nauczaniem języka polskiego. Komponował utwory religijne i świeckie, wiele z nich posiada pierwiastek niepodległościowy. Otton Mieczysław Żukowski jest twórcą zapomnianym, wiele współczesnych leksykonów pomija jego postać.

## Twórczość

### Kompozycje religijne
- Opera Omnia Religiosa 1
- Opera Omnia Religiosa 2
- Opera Omnia Religiosa 3
- Opera Omnia Religiosa 4
- Opera Omnia Religiosa 5
- Opera Omnia Religiosa 6
- Opera Omnia Religiosa 7
- Opera Omnia Religiosa 8

### Nuty
- Czuwaj !: pieśni harcerskie w układzie na dwa głosy
- O polonezie: przyczynek do dziejów choreografii i muzyki polskiej
- Na Sybir : ballada na jeden głos z towarzyszeniem fortepianu: Op. 9
- "Wznieś się orle!" : polonez na chór męski z towarzyszeniem fortepianu (ad libitum) lub na sam fortepian: op. 47
- Najpiękniejsze kolędy polskie : w łatwym układzie na fortepian z podłożonym tekstem do śpiewu: op. 56
- Dumki polskie na fortepian z podłożonym tekstem do śpiewu: op. 58
- Dumki polskie na fortepian z podłożonym tekstem do śpiewu: op. 62
- Pieśni narodowe: w układzie na fortepian z podłożonym tekstem do śpiewu, op. 64
- Pieśni Legionów w układzie na fortepian z podłożonym tekstem do śpiewu : op. 65
- Pieśni marjańskie: w układzie na chór mieszany lub na jeden głos z towarzyszeniem organów: [op. 80][2]